# WrestleMania XXVI
WrestleMania XXVI è stata la ventiseiesima edizione dell'omonimo evento in pay-per-view prodotto annualmente dalla WWE. L'evento si è svolto il 28 marzo 2010 allo University of Phoenix Stadium di Glendale (Arizona). La tagline di questa edizione di WrestleMania è stata Destruction in the Desert, mentre la theme song è stata I Made It di Kevin Rudolf.

## Produzione

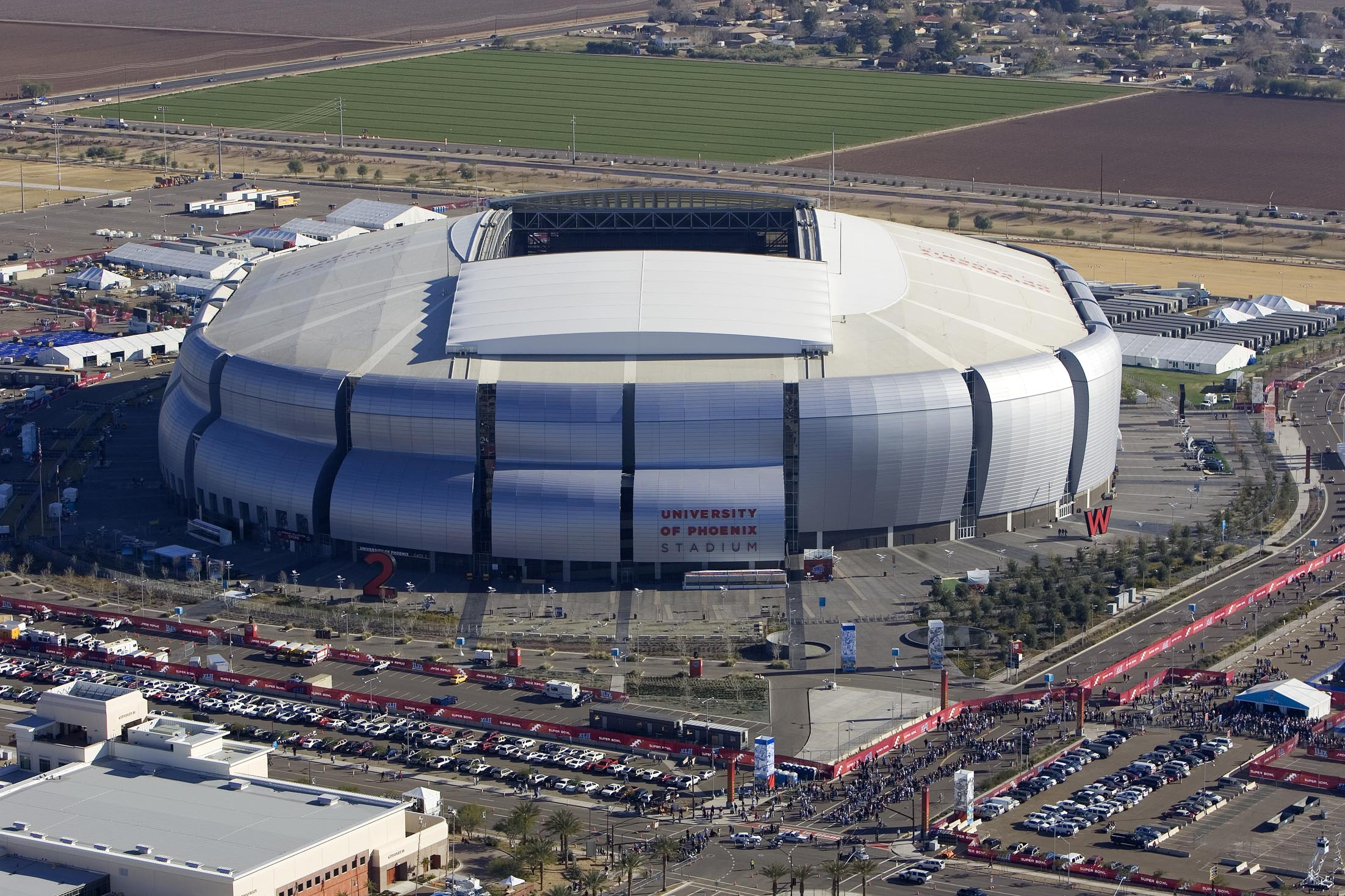
Una veduta aerea dello University of Phoenix Stadium

Global Spectrum, operatore dello University of Phoenix Stadium, aveva già lavorato negli anni precedenti con la WWE allo scopo di assicurarsi l'evento nella sua sede. Il 18 gennaio 2008, Global Spectrum
annunciò pubblicamente la sua intenzione di ospitare WrestleMania nel 2010. L'evento aveva guadagnato l'attenzione dei media nella settimana precedente, quando una foto di Wayne Gretzky, ai tempi allenatore dei Phoenix Coyotes, con indosso una camicia promozione dell'evento emerse nel giornale svedese Expressen.
Il 24 febbraio 2009, si tenne una conferenza stampa presso lo University of Phoenix Stadium, dove venne annunciato ufficialmente che il PPV si sarebbe tenuto a Glendale (Arizona) nello stesso stadio (prima edizione di WrestleMania a svolgersi nello Stato dell'Arizona. I biglietti dell'evento iniziarono ad essere messi in vendita dal 7 novembre dello stesso anno.
Il tetto dello University of Phoenix Stadium sarà aperto per l'evento. Come per i precedenti eventi open-air, sopra l'anello principale sarà posto un telone d'acciaio, tipo quelli usati negli stadi nelle partite di football americano. Costruito su misura in Belgio, questo terrà 30 tonnellate di luce e di attrezzatura fotografica, con gran parte del materiale spedito dai
Giochi olimpici invernali del 2010 disputati a Vancouver, Canada. Saranno utilizzate oltre 1.000 luci che si adattano al calo di luce del sole, per fare in modo che lo spettacolo continui anche nella notte. Lo stege e la rampa d'ingresso al ring staranno a 8 piedi (2,4 m) dal pavimento dello stadio, con una misura di 120 piedi (37 m) in larghezza In un'intervista con The Arizona Republic, il direttore della produzione Brian Petree ha descritto la fase di progettazione come un "design completamente nuovo, che non è mai stato realizzato e che non sarà mai più fatto", mentre lo scenografo Jason Robinson ha affermato che la scenografia dell'evento si sarebbe basata sui sapori locali. La rampa d'ingresso al ring sarà rivestita con calderoni di fuoco, ciascuno a una temperatura di 1 000 °F (538 °C). Inoltre, saranno lanciati nel cielo aperto a 200 piedi (61 m) ben 400.000 esemplari unici di prodotti pirotecnici, con Robinson che ha promesso di aver introdotto anche nuove tecniche di pirotecnica mai utilizzate prima in uno spettacolo della WWE. Le pre-pianificazioni per l'organizzazione di WrestleMania XXVI iniziarono sei mesi prima dell'evento stesso, mentre le strutture e le attrezzature all'interno dello stadio cominciarono ad essere montate solo due settimane prima del PPV. Si stima che, per fornire tutte le necessarie attrezzature, sia stato necessario l'utilizzo di ben 100 camion, in confronto ai 12 che la WWE utilizza solitamente nei suoi spettacoli.

## Storyline
Il 31 gennaio, alla Royal Rumble, Edge ha fatto il suo sorprendente ritorno da un grave infortunio, vincendo il Royal Rumble match dopo aver eliminato per ultimo John Cena. Nella puntata di Raw del 22 febbraio Edge ha poi deciso di sfruttare la sua opportunità titolata contro il World Heavyweight Champion Chris Jericho (il quale aveva vinto il titolo la sera prima, a Elimination Chamber). Un match tra Jericho e Edge con in palio il World Heavyweight Championship fu quindi annunciato per WrestleMania XXVI.
Il 21 febbraio, a Elimination Chamber, John Cena vinse un Elimination Chamber match che comprendeva anche il campione Sheamus, Kofi Kingston, Randy Orton, Ted DiBiase e Triple H, conquistando così il WWE Championship per la sesta volta; tuttavia, al termine dell'incontro, Vince McMahon ha indetto un immediato match tra Cena e Batista con in palio il titolo, che quest'ultimo ha poi vinto per diventare il nuovo campione. Nella puntata di Raw del 22 febbraio Cena ha chiesto a McMahon un rematch per il titolo; con questi che ha poi accettato a patto che lo stesso Cena riuscisse a sconfiggere Batista in un incontro non titolato. Più avanti, la sera stessa, Cena ha sconfitto Batista per squalifica, diventando così il primo sfidante al titolo di Batista stesso. Un match tra i due con in palio il WWE Championship fu dunque sancito per WrestleMania XXVI.
A Elimination Chamber, Shawn Michaels ha interferito durante l'omonimo match per il World Heavyweight Championship, colpendo il campione The Undertaker con una Sweet Chin Music e facendogli così perdere il titolo in favore di Chris Jericho poiché, mesi prima, lo stesso The Undertaker aveva rifiutato una sua sfida per WrestleMania XXVI. Nella puntata di Raw del 22 febbraio The Undertaker ha quindi cambiato idea e ha deciso di affrontare Michaels a WrestleMania XXVI, aggiungendo però una stipulazione speciale all'incontro: se Michaels perderà, sarà costretto a ritirarsi dal mondo del wrestling. Nella puntata di Raw dell'8 marzo Michaels e The Undertaker hanno modificato il loro incontro di WrestleMania XXVI in un Falls Count Anywhere match.
Nella puntata di Raw del 22 febbraio è stato annunciato che a WrestleMania XXVI avrà luogo l'annuale Money in the Bank Ladder match, il cui vincitore otterrà un futuro match per uno dei due titoli mondiali (il WWE Championship di Raw o il World Heavyweight Championship di SmackDown) in un qualsiasi luogo e momento nell'arco di un anno. Più avanti, la sera stessa, Christian è stato il primo a qualificarsi per il Money in the Bank Ladder match (sconfiggendo Carlito). Nella puntata di SmackDown del 26 febbraio si sono qualificati Dolph Ziggler (sconfiggendo John Morrison e R-Truth in un Triple Threat match), Kane (sconfiggendo l'Intercontinental Champion Drew McIntyre) e Shelton Benjamin (sconfiggendo CM Punk). Nella puntata di Raw del 1º marzo si sono qualificati Jack Swagger (sconfiggendo Santino Marella) e Montel Vontavious Porter (sconfiggendo Zack Ryder). Nella puntata di SmackDown del 5 marzo Matt Hardy ha ottenuto la qualificazione per l'incontro (sconfiggendo l'Intercontinental Champion Drew McIntyre). Nella puntata di Raw dell'8 marzo si è qualificato Evan Bourne (sconfiggendo William Regal). Nella puntata di SmackDown del 12 marzo l'Intercontinental Champion Drew McIntyre, dopo aver ottenuto una terza possibilità da Vince McMahon, è riuscito ad inserirsi nel Money in the Bank Ladder match (sconfiggendo il jobber Aaron Bolo). Nella puntata di Raw del 22 marzo Kofi Kingston è stato l'ultimo partecipante a qualificarsi per l'incontro (sconfiggendo Vladimir Kozlov).
Nella puntata di Raw del 4 gennaio Bret Hart ha fatto il suo ritorno nello show rosso per la prima volta dalle Survivor Series 1997 (edizione in cui è avvenuto il controverso Screwjob di Montréal a suo sfavore), in modo tale da mettere da parte le sue avversità con Vince McMahon; tuttavia quest'ultimo ha nuovamente tradito Hart, colpendolo nella parti basse. Nella puntata di Raw dell'8 febbraio John Cena ha informato McMahon che Hart voleva affrontarlo a WrestleMania XXVI; dopo che McMahon ha accettato la sfida di Hart, quest'ultimo lo ha brutalmente attaccato alle spalle. Nella puntata di Raw del 15 marzo Hart e McMahon hanno firmato il contratto per rendere ufficiale il loro incontro di WrestleMania XXVI, che è stato poi modificato in un No Holds Barred match con Bruce Hart (fratello di Bret) nel ruolo di arbitro speciale.
Nella puntata di SmackDown del 5 marzo John Morrison e R-Truth hanno vinto un Triple Threat Tag Team match che includeva anche i Cryme Tyme (JTG e Shad Gaspard) e la Hart Dynasty (Tyson Kidd e David Hart Smith), diventando così i contendenti n°1 degli Unified WWE Tag Team Champions, gli ShoMiz (Big Show e lo United States Champion The Miz). Un match tra gli ShoMiz contro Morrison e R-Truth con in palio lo Unified WWE Tag Team Championship è stato poi annunciato per WrestleMania XXVI.
A Elimination Chamber, Triple H ha eliminato l'allora campione Sheamus dall'omonimo match, causandone la perdita del WWE Championship (che è stato poi vinto da John Cena). Nella puntata di Raw del 1º marzo, dopo che Sheamus aveva brutalmente attaccato Triple H, è stato sancito un match tra i due per WrestleMania XXVI.
A Elimination Chamber, durante l'omonimo match per il WWE Championship, Cody Rhodes (non partecipante all'incontro) ha provato ad interferire in favore dei suoi alleati della Legacy (Randy Orton e Ted DiBiase); tuttavia lo stesso Rhodes ha passato un tubo d'acciaio a DiBiase, che quest'ultimo ha poi utilizzato per colpire Orton, eliminandolo dal match. Nella puntata di Raw del 22 febbraio Orton ha quindi brutalmente attaccato Rhodes e DiBiase, effettuando contestualmente un turn face, smantellando così la loro stable. Un Triple Threat match tra Orton, Rhodes e DiBiase è stato poi annunciato per WrestleMania XXVI.
Nella puntata di SmackDown del 12 febbraio Rey Mysterio ha sconfitto CM Punk; con questi che ha poi brutalmente attaccato lo stesso Mysterio insieme ai suoi alleati della Straight Edge Society (Luke Gallows e Serena). Successivamente, dopo continui attacchi tra i due, è stato sancito un match tra Punk e Mysterio per WrestleMania XXVI. Nella puntata di SmackDown del 19 marzo, dopo che Gallows aveva sconfitto Mysterio, è stata aggiunta una stipulazione all'incontro tra i due di WrestleMania XXVI: se Mysterio perderà, sarà costretto ad unirsi alla Straight Edge Society di Punk.
Per WrestleMania XXVI fu inoltre annunciato un match tra Beth Phoenix, Eve Torres, Gail Kim, Kelly Kelly e Mickie James contro Alicia Fox, Layla, la Divas Champion Maryse, la Women's Champion Michelle McCool e Vickie Guerrero.

## Evento

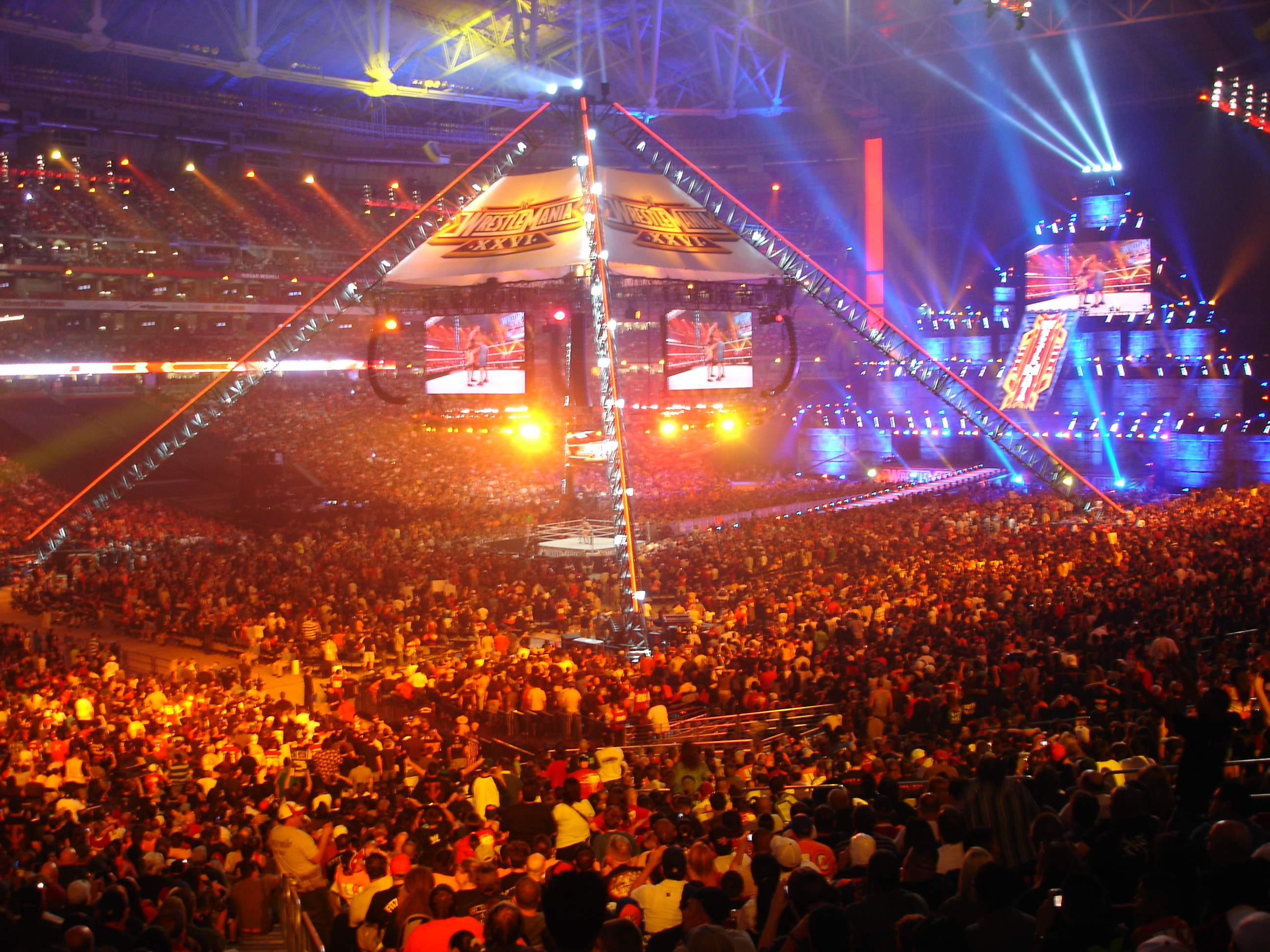
Veduta dello stage di WrestleMania XXVI.

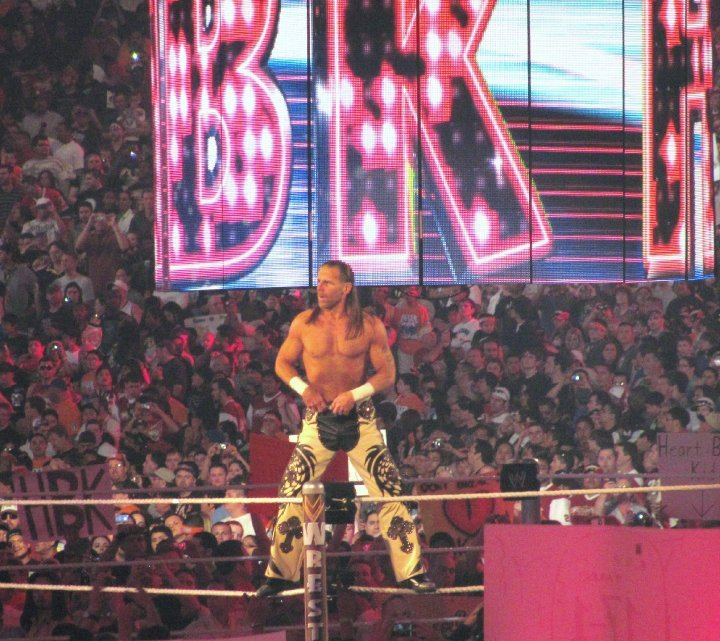
Shawn Michaels, che ha affrontato The Undertaker in una rivincita dell'edizione precedente.

Il match più atteso è stato il rematch tra Shawn Michaels e The Undertaker, con il Deadman intenzionato a mantenere la sua striscia vincente a WrestleMania (17-0), e un HBK deciso più che mai a salvare la sua carriera. Il match si è concluso con la vittoria del Phenom, che ha comportato il ritiro di Michaels dalle scene. L'incontro è durato 23 minuti ed HBK ha resistito a tutte le mosse finali del Deadman cedendo ad una terza ed ultima Tombstone Piledriver. Altro match importante è stato quello valevole per il WWE Championship tra John Cena e il campione Batista, coronato tale grazie all'aiuto di Vince McMahon, che non ha potuto fare nulla in questo match vinto dal leader della Cenation. Un incontro attesissimo, almeno da uno dei partecipanti, è stato quello tra lo stesso McMahon e Bret Hart, una rivincita attesa 13 anni nel quale ha trionfato Bret, dopo aver colpito il boss della federazione con ben 18 sediate e averlo intrappolato nella Sharpshooter, la sua leggendaria finisher. Per il roster di Smackdown l'apice dell'evento è stato senz'altro l'incontro tra Chris Jericho e Edge per il World Heavyweight Championship, vinto dal primo, che ha così conservato il titolo dopo aver preso molti vantaggi colpendo Edge sul tendine d'achille infortunato. Altro match del roster blu tra CM Punk e Rey Mysterio, conclusione di una rivalità nata quando Punk ha rovinato la pubblica celebrazione di compleanno della figlia di Rey. Il messicano, avendo vinto, non dovrà entrare nella Straight Edge Society. Il match di apertura ha visto gli ShowMiz (The Miz e Big Show) difendere con successo gli Unified WWE Tag Team Championship dall'assalto di John Morrison e R-Truth. Jack Swagger è riuscito a sorprendere il mondo vincendo il Money In The Bank Ladder Match che gli porterà il World Heavyweight Championship 5 giorni dopo a SmackDown. Randy Orton ha battuto gli ex-compagni della Legacy nel Triple Threat Match dopo aver addirittura sferrato un punt kick a Cody Rhodes. Inoltre Triple H ha battuto Sheamus dopo un match molto intenso e Yoshi Tatsu ha vinto la 26-man Battle Royal, mentre Vickie Guerrero ha portato alla vittoria il suo team in un 10-diva Battle Royal. Money In The Bank Ladder Match combattuto in questa edizione è stato quello che ha figurato il maggior numero di partecipanti (10 in tutto).

## Risultati
| #    | Match | Stipulazioni                                                                                  | Durata |
| ---- | --- | --------------------------------------------------------------------------------------------- | ------ |
| Dark | Yoshi Tatsu ha vinto eliminando per ultimo Zack Ryder | Battle royal                                                                                  | —      |
| 1    | Big Show e The Miz (c) hanno sconfitto John Morrison e R-Truth                                                                                               | Tag team match per lo Unified WWE Tag Team Championship                                       | 03:24  |
| 2    | Randy Orton ha sconfitto Cody Rhodes e Ted DiBiase Jr. | Triple threat match                                                                           | 09:01  |
| 3    | Jack Swagger ha sconfitto Christian, Dolph Ziggler, Drew McIntyre, Evan Bourne, Kane, Kofi Kingston, Matt Hardy, Montel Vontavious Porter e Shelton Benjamin | Money in the bank ladder match                                                                | 13:40  |
| 4    | Triple H ha sconfitto Sheamus | Single match                                                                                  | 12:09  |
| 5    | Rey Mysterio ha sconfitto CM Punk (con Luke Gallows e Serena)                                                                                                | Single match                                                                                  | 06:30  |
| 6    | Bret Hart ha sconfitto Vince McMahon per sottomissione | No holds barred lumberjack match con Bruce Hart come arbitro speciale                         | 11:09  |
| 7    | Chris Jericho (c) ha sconfitto Edge | Single match per il World Heavyweight Championship                                            | 15:48  |
| 8    | Alicia Fox, Layla, Maryse, Michelle McCool e Vickie Guerrero hanno sconfitto Beth Phoenix, Eve Torres, Gail Kim, Kelly Kelly e Mickie James                  | Five-on-five tag team match                                                                   | 03:26  |
| 9    | John Cena ha sconfitto Batista (c) | Single match per il WWE Championship                                                          | 13:31  |
| 10   | The Undertaker ha sconfitto Shawn Michaels | No disqualification match Se Shawn Michaels avesse perso, sarebbe stato costretto a ritirarsi | 24:00  |

## Altre presenze
- Commentatori
  - Jerry Lawler
  - Michael Cole
  - Matt Striker
- Intervistatori nel backstage
  - Josh Matthews
- Annunciatori
  - Justin Roberts (Raw)
  - Tony Chimel (SmackDown)
  - Savannah (WWE NXT)